# Idioma järawa
El järawa es una lengua en grave peligro de extinción de las islas Andamán, en la India. Pertenece al grupo sur de lenguas andamanesas. Se pueden distinguir dos variedades de esta lengua: norte y sur. Actualmente, solo quedan 200 personas que hablan jarawa, a pesar de lo cual es la lengua más hablada de todas las de las islas Andamán. La mayor parte de los hablantes es monolingüe en järawa. La pervivencia de este idioma, al igual que la del otro idioma del grupo sur, el önge, se ha sustentado en el aislamiento de las poblaciones que lo hablan. Es una de las pocas lenguas de Andamán que aún no ha sucumbido al hindi.

## Fonología
Registra 41 fonemas en total: 28 consonantes y 13 vocales.

### Vocales
|              | Anteriores | Centrales | Posteriores |
| ------------ | ---------- | --------- | ----------- |
| Cerradas     | i          |           | u           |
| Semicerradas | e          | ɘ         | o           |
| Media        |            | ə         |             |
| Abierta      |            | a         |             |

### Consonantes
|              |              | Labiales | Dentales | Alveolares | Retrofleja | Palatales | Velares | Velares | faríngeas | faríngeas |
| plena        | lab.         | Labiales | Dentales | Alveolares | Retrofleja | Palatales | plena   | lab.    |           |           |
| ------------ | ------------ | -------- | -------- | ---------- | ---------- | --------- | ------- | ------- | --------- | --------- |
| Nasales      | Nasales      | m        | n̪        |            |            | ɲ         | ŋ       |         |           |           |
| Oclusivas    | sordas       | p        | t̪        |            | ʈ          | c         | k       |         |           |           |
| Oclusivas    | soonoras     | b        | d̪        |            | ɖ          | ɟ         | ɡ       |         |           |           |
| Oclusivas    | aspiradas    | pʰ       | t̪ʰ       |            | ʈʰ         | cʰ        | kʰ      | kʰʷ     |           |           |
| Fricativas   | Fricativas   | ɸ        |          |            |            | ʃ         |         |         | ħ         | ħʷ        |
| Vibrantes    | Vibrantes    |          |          | r          | ɽ          |           |         |         |           |           |
| Aproximantes | Aproximantes | w        |          | l          | (ɭ)        | j         |         |         |           |           |

## Gramática

### Morfología
Las palabras jarawa son al menos monosilábas y las palabras de contenido son al menos bimóricas. Las sílabas máximas son CVC.
En términos de afijación, la lengua jarawa tiene una morfología simple, ya que toma prefijos y sufijos. Los dos tipos de prefijos son:
- Una que es pronominal que se adhiere a verbos, adjetivos y sustantivos
- Otra que indica firmeza o referencialidad y se une solo a los verbos.

Los sufijos tienen como objetivo transmitir la pluralidad cuando se adjuntan a los nombres o expresar el estado de ánimo, la modalidad y la evidencia cuando se adjuntan a los verbos. Cuando se adhieren a los adjetivos, también pueden denotar estado o evidencia.
En jarawa, un morfema puede ser una raíz libre que existe independientemente, como en el caso de / napo / que significa "pez". También puede ser una raíz limitada que se produce con los prefijos obligatorios como en / ən-oɖə / que significa "cabello". Verbos como / ən-ətəhə / que significa "sentarse" pueden ser una raíz enlazada. En ambos casos, ya sea la raíz nominal para 'cabello' o la raíz verbal para 'sentarse', no puede ocurrir independientemente si se refieren a seres humanos. Una raíz unida debe tener un prefijo con algún morfema.

### Sintaxis
Esta lengua utiliza dos tipos diferentes de estructuras de cláusula: las cláusulas sin verbos donde los nominales o los adjetivos funcionan como cabeza del predicado y las cláusulas verbales donde los verbos son la cabeza del predicado, con argumentos centrales. Ambos tipos de cláusulas tienen diferentes estructuras morfológicas y sintácticas.
Las preguntas con respuesta sí o no, todas comienzan con ka. El esquema se presenta como: ka + [sujeto] + [objeto] + [verbo].
/Onəħə-le/ puede significar "lo que está haciendo" o "el porqué lo estás haciendo", /ŋi onəħə-le/ significa "¿Que estás haciendo?' and /ŋi onəħə-le ɖ-iche/ significa "¿Por qué hiciste eso?"

#### Frases
- /mi bəɘʈhe-jə/ : Estoy yendo / estamos yendo.
- /mi omoħə/ : Yo duermo / nosotros dormimos
- /mi ŋ-əjojəba/ : Yo te vi

## Vocabulario
- /ummə/ = padre
- /kaja/ = madre
- /a:gi/ = esposo
- /əŋa:p/ = esposa
- /a:mi/ = hermana mayor
- /a:pə/ = hermano mayor
- /ajə/ = hija
- /aikhwaʈə/ = hermano / hermana
- /ħiɽu/  = negro
- /innə-gə cew/ = olor agradable
- /ħulu/ = caliente
- /unnə/ = el regreso a casa
- /tape/ = luna
- /tapo/ = bueno
- /topo/ = serpiente
- /ħwawə/ = río, arroyo
- /ħwəwə/ = jabalí